# Scotopteryx diniensis
Scotopteryx diniensis är en fjärilsart som beskrevs av Culot 1919. Scotopteryx diniensis ingår i släktet backmätare, och familjen mätare. Inga underarter finns listade.